# A Kutya legyek epizódjainak listája
Ez a szócikk a Kutya legyek… című televíziós sorozat epizódlistáját tartalmazza.

## Évados áttekintés
| Évad | Évad | Epizódok | Eredeti sugárzás  | Eredeti sugárzás  | Eredeti adó |
| Évad | Évad | Epizódok | Évadpremier       | Évadfinálé        | Eredeti adó |
| ---- | ---- | -------- | ----------------- | ----------------- | ----------- |
|      | 1    | 20       | 1999. október 16. | 2000. december 5. | Nickelodeon |
|      | 2    | 12       | 2001. január 27.  | 2001. április 14. | Nickelodeon |
|      | 3    | 8        | 2002. március 3.  | 2002. április 21. | Nickelodeon |

## 1. évad (1999-2000)
| Sor. | Év. | Cím                                                 | Rendező             | Író | Premier            |
| ---- | --- | --------------------------------------------------- | ------------------- | --- | ------------------ |
| 1.   | 1.  | Kötőféken (Tagged)                                  | Paul Hoen           | Történet: Steven H. Berman és Mitchel Katlin és Nat Bernstein Tévéjáték: Steven H. Berman és Thomas W. Lynch | 1999. október 16.  |
| 2.   | 2.  | Kutyafuttában (Dog Gone)                            | Paul Hoen           | Thomas W. Lynch                                                                                              | 1999. október 23.  |
| 3.   | 3.  | Szerelmes eb, meg a másik (Dog Day Out)             | Gil Shilton         | Brian Kahn                                                                                                   | 1999. október 26.  |
| 4.   | 4.  | Kutyakötelesség (All Howls Eve)                     | Paul Hoen           | Andrew Gottlieb                                                                                              | 1999. október 29.  |
| 5.   | 5.  | A Gyűrűk Ura (Slam Punk)                            | Sean Astin          | Brian Kahn                                                                                                   | 1999. november 13. |
| 6.   | 6.  | A kutya viszi a puskát (Cheaters Sometimes Prosper) | Allison Liddi       | Lance Whinery                                                                                                | 1999. november 20. |
| 7.   | 7.  | Elfajzottak (Mutts and Robbers)                     | Brian Roberts       | Terry Maloney Haley és Mindy Morgenstern                                                                     | 1999. december 18. |
| 8.   | 8.  | Veszett ebévek (Dog Years)                          | Paul Hoen           | Gloria Ketterer                                                                                              | 1999. december 31. |
| 9.   | 9.  | Kölyökszerelem (Puppy Love)                         | Gil Shilton         | Barry Gurstein és David Pitlik                                                                               | 2000. január 8.    |
| 10.  | 10. | A postásnak csengettek (The Students Are Revolting) | Christopher Coppola | Andrew Gottlieb                                                                                              | 2000. január 22.   |
| 11.  | 11. | Mondvacsinált hős (False Hero)                      | Gil Shilton         | David Pitlik és Barry Gurstein                                                                               | 2000. január 29.   |
| 12.  | 12. | Kutya egy élet (A Dog's Life)                       | Tim O'Donnell       | Andrew Gottlieb és Thomas W. Lynch                                                                           | 2000. február 5.   |
| 13.  | 13. | Gigi visszatér (Return of Gigi)                     | Gil Shilton         | Jerry Colker                                                                                                 | 2000. február 12.  |
| 14.  | 14. | Új seprű jól seper (Meet the New Boss)              | Christopher Coppola | Mindy Morgenstern és Terry Maloney Haley                                                                     | 2000. február 19.  |
| 15.  | 15. | Sánta hazugság (Lie Like a Dog)                     | Steve Dubin         | Brian Kahn                                                                                                   | 2000. február 26.  |
| 16.  | 16. | Áprilisi tréfa (April Fools)                        | Kim Fields          | Terry Maloney Haley és Mindy Morgenstern                                                                     | 2000. április 1.   |
| 17.  | 17. | Rablóból lett pandúr (Good Cop, Bad Dog)            | Paul Hoen           | Terry Maloney Haley és Mindy Morgenstern                                                                     | 2000. október 8.   |
| 18.  | 18. | A nagy kutya (Big Dog)                              | Carl Gottlieb       | David Pitlik és Barry Gurstein                                                                               | 2000. október 15.  |
| 19.  | 19. | A jobbnak rosszabb? (Fur Better or Worse)           | Allison Liddi       | Thomas W. Lynch és Andrew Gottlieb                                                                           | 2000. október 22.  |
| 20.  | 20. | Kutyába vett karácsony (A Very Canine Christmas)    | Brian Roberts       | Andrew Gottlieb                                                                                              | 2000. december 5.  |

## 2. évad (2001)
| Sor. | Év. | Cím                                               | Rendező             | Író                                                                | Premier           |
| ---- | --- | ------------------------------------------------- | ------------------- | ------------------------------------------------------------------ | ----------------- |
| 21.  | 1.  | Kutyul a kutyuli 1. rész (Homeward Hound, Part 1) | Rich Wafer          | Történet: Thomas W. Lynch Tévéjáték: Tim Hill és Mike Rubiner      | 2001. január 27.  |
| 22.  | 2.  | Kutyul a kutyuli 2. rész (Homeward Hound, Part 2) | Rich Wafer          | Történet: Thomas W. Lynch Tévéjáték: Tim Hill és Mike Rubiner      | 2001. január 27.  |
| 23.  | 3.  | Magánidomár (Personal Trainer)                    | Rich Wafer          | Susan Nirah Jaffee                                                 | 2001. február 3.  |
| 24.  | 4.  | Eddie szereti Torit (Eddie Loves Tori)            | Paul Hoen           | Bob Mittenthal                                                     | 2001. február 10. |
| 25.  | 5.  | Csillag születik (A Star is Born)                 | Jonathan Winfrey    | Történet: Bob Rosenfarb Tévéjáték: Bob Rosenfarb és Bob Mittenthal | 2001. február 17. |
| 26.  | 6.  | Kerítő kártevő (Matchmaking Mutt)                 | Steve Dubin         | Jayne Hamil                                                        | 2001. február 24. |
| 27.  | 7.  | Egy cipőben járunk (So Shoe Me)                   | Topper Carew        | Történet: Tim Hill Tévéjáték: Rick Groel                           | 2001. március 3.  |
| 28.  | 8.  | Dog-rovás (Sick as a Dog)                         | Christopher Coppola | Jay Martel                                                         | 2001. március 10. |
| 29.  | 9.  | Ruby, rubintom (Ruby)                             | Steve Dubin         | Alison Taylor                                                      | 2001. március 17. |
| 30.  | 10. | Fütyülünk a világra (Whistle a Happy Tune)        | Steve Dubin         | Jay Martel                                                         | 2001. március 24. |
| 31.  | 11. | A zöldfülű füllentő (You Talk Too Much)           | Courtney Selan      | Bob Mittenthal                                                     | 2001. április 7.  |
| 32.  | 12. | Alkotói válság (Eye of the Mongrel)               | Christopher Coppola | Jed Spingarn                                                       | 2001. április 14. |

## 3. évad (2002)
| Sor. | Év. | Cím                                           | Rendező             | Író                                           | Premier           |
| ---- | --- | --------------------------------------------- | ------------------- | --------------------------------------------- | ----------------- |
| 33.  | 1.  | Hősies küzdelem (Doggie Do Right)             | Scott McGinnis      | Történet: Mike Rubiner Tévéjáték: Vijal Patel | 2002. március 3.  |
| 34.  | 2.  | Madárlátta jótett (Fowl deeds)                | Rich Wafer          | Jayne Hamil                                   | 2002. március 10. |
| 35.  | 3.  | Övön alul (Slapshot)                          | Topper Carew        | Jim Hecht                                     | 2002. március 17. |
| 36.  | 4.  | Kele-kutya (Dog Interrupted)                  | Christopher Coppola | Mike Rubiner                                  | 2002. március 24. |
| 37.  | 5.  | Kutyaházi kalamajka (Welcome to the Doghouse) | Steve Dubin         | Tim Hill                                      | 2002. március 31. |
| 38.  | 6.  | Keserves ebélet (Teachers Pet peeved)         | Patrick Williams    | Scott Fellows                                 | 2002. április 7.  |
| 39.  | 7.  | Tengernyi jótett (Deep Blue Deed)             | Christopher Coppola | Kevin Kopelow és Heath Seifert                | 2002. április 14. |
| 40.  | 8.  | Szakállas szekálás (Lost and Found)           | Steve Dubin         | Jonas E. Agin és Anthony S. Cipriano          | 2002. április 21. |